# Parantica simonides
Parantica simonides är en fjärilsart som beskrevs av Hans Fruhstorfer 1911. Parantica simonides ingår i släktet Parantica och familjen praktfjärilar. Inga underarter finns listade i Catalogue of Life.